# Einsatzkommando der Sicherheitspolizei Kampfgruppe Reinefarth
Einsatzkommando der Sicherheitspolizei bei der Kampfgruppe Reinefarth (znane także jako Sonderkommando „Spilker”) – specjalna jednostka niemieckiej policji bezpieczeństwa, która w okresie powstania warszawskiego działała przy oddziałach Grupy Bojowej „Reinefarth”. Komando, na którego czele stał SS-Hauptsturmführer Alfred Spilker, pełniło funkcję komórki wywiadu Kampfgruppe „Reinefarth”, jak również przejęło – począwszy od 8 sierpnia 1944 – większość zadań związanych z „selekcją” wypędzanej ludności Warszawy oraz likwidacją jeńców wojennych i „niepożądanych” osób cywilnych. W sierpniu i wrześniu 1944 Sonderkommando „Spilker” zamordowało co najmniej 5000 mieszkańców Warszawy.

## Funkcje informacyjno-wywiadowcze
Einsatzkommando der Sicherheitspolizei bei der Kampfgruppe Reinefarth rozpoczęło oficjalnie działalność w dniu 8 sierpnia 1944, choć zeznania świadków wskazują, że jego członkowie pojawili się na warszawskiej Woli już 5 sierpnia. Dowództwo jednostki ulokowało się w budynku plebanii przy kościele św. Stanisława Biskupa na Woli, w którym  Niemcy urządzili w pierwszych dniach sierpnia 1944 obóz przejściowy dla polskiej ludności cywilnej. Niewielkie placówki Einsatzkommando umieszczano także przy innych prowizorycznych punktach etapowych, gdzie gromadzono wypędzanych mieszkańców Warszawy (m.in. w fabryce Pfeiffera przy ulicy Okopowej,  w szkole i magazynach na Stawkach, w szkole na terenie Parku Traugutta).
Na czele jednostki stał SS-Hauptsturmführer Alfred Spilker stąd określano ją czasem skróconą nazwą Sonderkommando „Spilker”. Mimo stosunkowo niskiego stopnia służbowego Spilker dał się wcześniej poznać jako jeden z najbardziej  doświadczonych i wpływowych funkcjonariuszy nazistowskich służb bezpieczeństwa na terenie Generalnego Gubernatorstwa. Przed wybuchem powstania kierował specjalną jednostką policyjno-wywiadowczą (Sonderkommando des BdS Warschau), która specjalizowała się w rozpracowywaniu kierowniczych ośrodków polskiego ruchu oporu. Jednostka Spilkera była podporządkowana bezpośrednio dowódcy Sipo i SD na Generalne Gubernatorstwo oraz działała w zasadzie niezależnie od policyjnych władz dystryktu warszawskiego. 
Zastępcą Spilkera na stanowisku dowódcy Einsatzkommando der Sicherheitspolizei bei der Kampfgruppe Reinefarth był niejaki Vogt. Znane jest jeszcze nazwisko jednego członka jednostki – podoficera nazwiskiem Müller, który specjalizował się przede wszystkim w wyłapywaniu Żydów.
Jednostka Spilkera pełniła funkcję komórki wywiadowczo-informacyjnej Kampfgruppe „Reinefarth”, stanowiącej trzon niemieckich sił wyznaczonych do stłumienia powstania warszawskiego. Spilkerowi podlegała m.in. Służba Bezpieczeństwa grupy Reinefartha. Informacje wywiadowcze ludzie Spilkera uzyskiwali przede wszystkim przesłuchując wziętych do niewoli powstańców, a także osoby cywilne schwytane na terenie Warszawy bądź wyselekcjonowane z tłumu uciekinierów. Po wojnie odnaleziono m.in. raporty z przesłuchań wziętych do niewoli żołnierzy batalionu AK „Parasol”. Z uzyskanych zeznań zestawiano codziennie meldunki, przedkładane następnie sztabowi Reinefartha. Wobec schwytanych osób cywilnych rzadko stosowano przymus fizyczny, natomiast pochwyconych powstańców torturowano w najbardziej brutalny sposób. Ci, którzy przeżyli „badanie” przez ludzi Spilkera byli rozstrzeliwani. Miejscem przesłuchań i egzekucji była najczęściej plebania kościoła św. Wojciecha oraz pobliski cmentarz.
Wyszukiwanie powstańców ukrytych w tłumie wypędzanych cywilów było zresztą jednym z głównych zadań Sonderkommando „Spilker”. Esesmani tropili takich ludzi wyszukując elementów wojskowej odzieży, wyposażenia itp. Kryteria były jednak na tyle płynne, że w praktyce z tłumu mogła zostać wyciągnięta każda osoba, która z jakiegoś powodu nie spodobała się esesmanom. Ludzi uznanych za powstańców rozstrzeliwano lub w najlepszym wypadku wysyłano do obozów koncentracyjnych.

## Udział w eksterminacji ludności Warszawy
Zadania Einsatzkommando nie sprowadzały się wyłącznie do pozyskiwania informacji wywiadowczych bądź tropienia ukrytych powstańców. Wraz z końcem pierwszej dekady sierpnia jednostka Spilkera wzięła na siebie większość zadań związanych z masowym mordowaniem cywilnej ludności Warszawy. Co prawda wieczorem 5 sierpnia generał von dem Bach (głównodowodzący niemieckich sił wyznaczonych do stłumienia powstania) zakazał mordowania polskich kobiet i dzieci, doprowadzając tym samym do częściowego uchylenia rozkazu Hitlera mówiącego o eksterminacji całej bez wyjątku ludności miasta, a 12 sierpnia zakaz ten rozszerzył na całą ludność cywilną (a więc i mężczyzn). Nie oznaczało to jednak, że Niemcy zrezygnowali całkowicie z działań eksterminacyjnych. Nadal pozostawał w mocy rozkaz rozstrzeliwania wszystkich wziętych do niewoli powstańców. Ponadto likwidacji poddawano rozmaite kategorie osób cywilnych – przede wszystkim starców oraz osoby ranne, chore i niedołężne (a więc niezdolne do pracy i nie mogące dotrzeć o własnych siłach do obozu przejściowego w Pruszkowie), jak również osoby pochodzenia żydowskiego i przedstawicieli poszczególnych grup społecznych (gł. inteligencji i duchowieństwa). Selekcji i likwidacji ww. osób dokonywać miało Sonderkommando „Spilker”. 
Miejscem, w którym ludzie Spilkera dokonywali masowych egzekucji „wyselekcjonowanych” cywilów były przede wszystkim okolice zakładów garbarskich Pfeiffera przy ulicy Okopowej 59. W zachowanych meldunkach Einsatzkommando znalazła się m.in. informacja o rozstrzelaniu 1309 osób w ciągu 10 dni drugiej połowy sierpnia oraz w pierwszych dwóch dniach września. Liczba ofiar komanda Spilkera była jednak na pewno większa. Z zeznań niemieckiego podoficera Willy Fiedlera, który przez dwa tygodnie był świadkiem egzekucji dokonywanych w zakładach Pfeiffera wynika bowiem, że w okolicach garbarni mordowano blisko 200 Polaków dziennie. Stąd liczba ofiar Sonderkommando „Spilker” jest oceniana na co najmniej 5000 osób – mieszkańców różnych dzielnic Warszawy. Należy przy tym pamiętać, że ludzie Spilkera dokonywali egzekucji jeńców i cywilów również w innych miejscach w Warszawie – zwłaszcza w okolicach kościoła św. Wojciecha. Egzekucje te trwały do ostatnich dni powstania.

## Epilog
Einsatzkommando der Sicherheitspolizei bei der Kampfgruppe Reinefarth działało do ostatnich dni powstania warszawskiego. Po upadku powstania większość członków policyjnych oddziałów specjalnych wycofano z Warszawy. Dalsze losy Alfreda Spilkera nie są znane. Według niektórych relacji miał ponieść śmierć podczas obrony cytadeli poznańskiej w lutym 1945. Z kolei według zeznań jego żony miał zginąć w tym samym miesiącu w Krems nad Dunajem. W 1961 został sądownie uznany za zmarłego. Żaden z członków jego jednostki nie został osądzony za zbrodnie popełnione w Warszawie.
W swej książce Der Warschauer Aufstand 1944 niemiecki historyk Hans von Krannhals podawał błędnie, iż to Sonderkommando „Spilker” odpowiadało w pierwszym rzędzie za rzeź Woli (5-7 sierpnia 1944).